# 大竹市総合体育館
大竹市総合体育館（おおたけしそうごうたいいくかん）は、広島市大竹市にあるスポーツ施設。

## 概要
1980年（昭和55年）3月竣工。1994年（平成6年）のアジア大会ではバスケットボール競技の会場、1996年（平成8年）のひろしま国体では卓球競技の会場として使用された。

## 施設紹介
- 1階
  - 主競技場
  - 卓球室
  - トレーニング室
  - 会議室
  - 指導員室
  - 舞台

- 2階
  - 観覧席
  - 武道場
  - 研修室

## アクセス
- 鉄道
  - JR山陽本線「大竹駅」徒歩10分

- バス
  - こいこいバス 玖波駅方面、大竹駅方面 「市民総合会館前」徒歩1分

## 大竹市付近のスポーツ施設
- グローバルリゾート総合スポーツセンター(廿日市市)
- 岩国市総合体育館
- 広島市佐伯区スポーツセンター
- 広島市西区スポーツセンター